# José Pereira Bezerra
José Pereira Bezerra (Teresina, 10 de janeiro de 1954) é um poeta, contista, ensaísta, historiador, cronista, romancista e professor brasileiro.

## Formação e profissão
Formou-se técnico em Programação Econômica e Planejamento Administrativo, além de História, pela Universidade Federal do Piauí (UFPI) , atuando como servidor público e professor da rede oficial e particular de ensino .

## Atuação literária
É membro da União Brasileira de Escritores (UBE/PI). Contista, ex-integrante do grupo Tarântula (A Hora do Lobo e Outras Histórias) e poeta (As Sete Estações da Ópera Inacabada e outros poemas), colaborou com os principais jornais do Piauí e com as revistas Presença e Cadernos de Teresina, além de ter participado do Conselho Deliberativo da UBE/PI e da Comissão Normativa da Lei A. Tito Filho, de incentivo à cultura, vinculada à Fundação Cultural Monsenhor Chaves (FCMC). 
Como historiador, publicou, em 1994, o ensaio Anos 70: Por Que Essa Lâmina Nas Palavras ?, que foi uma contribuição ao entendimento dos movimentos artístico-culturais da década de 1970 do século passado e da repercussão de suas dimensões político-sociais em meados da segunda metade do século XX e nos tempos posteriores, além de ser produtor de eventos culturais, como Seminários de Literatura Piauiense, Expoesia de Resistência, Hoje e Sob o Signo da Ficção – Uma homenagem ao Escritor .

## Participação em livros
- Novos Contos Piauienses (1983)
- Crônicas de Sempre (1985)
- Outros Contos Piauienses (1986)
- Vencidos (1987)
- Coletânea de Escritores Brasileiros Contemporâneos em Prosa e Verso
- Passarela de Escritores, organizada por Antenor Rêgo Filho e Adrião Neto [1].

É verbete do Dicionário Biográfico Escritores Piauienses de Todos os Tempos (1995), do Dicionário Biobibliográfico de Escritores Brasileiros Contemporâneos (1998) e do livro didático Literatura Piauiense Para Estudantes (1997), todos de autoria do historiador, dicionarista biográfico e antologista Adrião Neto .

## Obras
- Sangue, Suor e Lágrimas (contos e poemas – 1974)
- O Prisioneiro da Liberdade (contos – 1978)
- Sono da Madrugada (contos – 1979)
- Inquérito das Emoções Assassinadas (poemas – 1992)
- As Sete Estações da Ópera (poemas – 1992)
- Anos 70: Por Que Essa Lâmina Nas Palavras ? (ensaio histórico – 1994)
- Me Salve, James Joyce e Outras Estórias (1999)[4]